# Maria Isser
Maria Isser (Matrei in Osttirol, 22 ottobre 1929 – Innsbruck, 25 febbraio 2011) è stata una slittinista austriaca.
È stata la prima ed unica donna ad aver mai ottenuto una medaglia nella specialità del doppio nella storia dei campionati mondiali, ad Oslo 1955, come pure ad aver conquistato un titolo ai campionati europei, a Davos 1954, entrambe le volte in coppia con suo fratello Josef.

## Biografia
Oltre a Josef, insieme agli altri fratelli Heinrich, Franz e Fritz ha fatto parte di una delle famiglie più numerose che si siano distinte in ambito internazionale. In carriera, oltre alle medaglie ottenute nel doppio, nella specialità del singolo conquistò due titoli iridati, a Davos 1957 ed a Garmisch-Partenkirchen 1960, ed altre tre medaglie d'argento ai campionati mondiali, mentre nelle rassegne continentali ottenne sei medaglie, delle quali quattro d'oro consecutive dagli europei di Garmisch-Partenkirchen 1952 a quelli di Hahnenklee 1955.

## Palmarès

### Mondiali
- 5 medaglie:
  - 2 ori (singolo a Davos 1957; singolo a Garmisch-Partenkirchen 1960);
  - 3 argenti (singolo, doppio a Oslo 1955; singolo a Villard-de-Lans 1959).

### Europei
- 7 medaglie:
  - 5 ori (singolo a Garmisch-Partenkirchen 1952; singolo a Cortina d'Ampezzo 1953; singolo, doppio a Davos 1954; singolo ad Hahnenklee 1955);
  - 1 argento (singolo ad Imst 1956);
  - 1 bronzo (singolo ad Igls 1951).